# Râul Herătău
Râul Herătău este un curs de apă, afluent al râului Călmățui. 